# Presidio Park
Der Presidio Park ist ein historischer Stadtpark in San Diego, Kalifornien. Er liegt auf einem Hügel, von dem aus sich die Altstadt San Diegos überblicken lässt. Im Park befinden sich unter anderem die Mission San Diego de Alcalá sowie die Ruinen des San Diego Presidio, eines alten Forts. Dies ist der erste Siedlungspunkt europäischer Siedler in Kalifornien. Der Park ist 16 Hektar groß.

## Geschichte
Vor der Besiedlung durch die Europäer besiedelten die Kumeyaay jahrhundertelang den Ort.
Mission San Diego wurde 1769 an der heutigen Stelle des Parks gegründet und stellt die erste Besiedlung Kaliforniens durch europäische Siedler dar. Kurz nach Errichtung der Mission wuchs diese zu einer Siedlung heran. Allerdings wurde die Siedlung nach der Unabhängigkeit Mexikos aufgegeben, sodass die Gebäude verfielen und das Material zum Bau von Gebäuden am Fuß des Hügels genutzt wurden.
Im Jahr 1907 kaufte George Marston, ein Philanthrop aus San Diego, mit dem Ziel der Erhaltung der historischen Stätte den Hügel. Bis zum Jahr 1925 wurde der Park durch Privatgelder Marstons nach Plänen von John Nolan errichtet. Auch das Junípero Serra Museum ließ er bis 1928 errichten. 1929, 160 Jahre nach Gründung der Mission, stiftete Marston den Park der Stadt San Diego. Heutzutage ist der Park für jedermann zugänglich.

## Freizeitaktivitäten
Auf dem Parkgelände befindet sich das Junípero Serra Museum, welches die Stadtgeschichte San Diegos beinhaltet. Des Weiteren befinden sich rund 3 Kilometer Wanderwege auf dem Gelände sowie Grünanlagen zum Picknicken.